# Hüseyinağa, Tekman
Hüseyinağa là một xã thuộc huyện Tekman, tỉnh Erzurum, Thổ Nhĩ Kỳ. Dân số thời điểm năm 2011 là 102 người.